# Nils Johan Semb
Nils Johan Semb (ur. 24 lutego 1959 roku w Borge) – były norweski piłkarz i trener piłkarski. Jako zawodnik grywał w drugoligowych klubach w Norwegii. Po zakończeniu piłkarskiej kariery przez trzy lata prowadził zespół EIK Tonsberg, a w 1990 roku na trzynaście lat związał się z Norweskim Związkiem Piłki Nożnej. Najpierw był selekcjonerem drużyny młodzieżowej, a od 1991 do 1998 roku asystentem trenera reprezentacji A Egila Olsena. W tym czasie Norwegowie zanotowali najlepsze wyniki w całej historii – dwa starty w finałach mistrzostw świata, drugi w 1998 roku zakończony awansem do drugiej rundy. Po tym Mundialu Semb przejął od Olsena obowiązki trenera kadry. Dwa lata później awansował z nią do Euro 2000. Prowadzona przez niego drużyna była wielokrotnie krytykowana za preferowanie defensywnego i zachowawczego stylu gry, a jego pozycja, szczególnie po przegranych eliminacjach do Mundialu 2002, zaczęła słabnąć. Po porażce z Hiszpanią w barażach do Euro 2004 został zdymisjonowany.